# Exercici anaeròbic
L'exercici anaeròbic comprèn activitats breus basades en la força, tals com els esprints o l'aixecament de pes, mentre que l'exercici aeròbic està centrat en les activitats de resistència física, com la marató o el ciclisme de fons.
De totes maneres, la primera etapa de qualsevol exercici és anaeròbic (literalment sense aire), i fa referència a l'intercanvi d'energia sense oxigen en un teixit (biologia) viu. L'exercici anaeròbic és una activitat breu i de gran intensitat on el metabolisme anaeròbic té lloc en els músculs. En canvi, el metabolisme aeròbic subministra la major part de l'energia durant extensos períodes d'exercici, de tal manera que aquest exercici és denominat exercici aeròbic. Són exemples d'exercici anaeròbic: l'aixecament de pesos, els esprints i els salts; qualsevol exercici que consisteixi d'un esforç breu i intens sol ser un exercici anaeròbic. L'exercici anaeròbic és típicament usat per atletes d'esports de poca resistència per a adquirir potència i per culturistes per a guanyar massa muscular. Els músculs que són entrenats sota l'exercici anaeròbic es desenvolupen de manera diferent a nivell biològic, adquirint més rendiment en activitats de curta durada i gran intensitat.
L'exercici aeròbic, d'altra banda, inclou activitats de menor intensitat desenvolupades en períodes més llargs, tals com caminar, córrer, nedar i caminar amb bicicleta. Aquestes requereixen una gran quantitat d'oxigen per a generar l'energia que es necessita en un exercici perllongat. Hi ha dos tipus de sistemes anaeròbics d'energia: el sistema ATP-PC, que usa fosfat de creatina durant els primers deu segons de l'exercici, i el sistema de l'àcid làctic (o glicòlisi anaeròbica), que usa glucosa en absència d'oxigen. L'últim consisteix en un ús ineficient de la glucosa i produïx subproductes que perjudiquen la funció muscular. El sistema de l'àcid làctic és el dominant durant tres minuts, però també proporciona una quantitat significativa d'energia en l'exercici aeròbic, ja que els músculs tenen una determinada capacitat de desfer-se dels subproductes del sistema anaeròbic; aquesta capacitat pot millorar-se amb l'entrenament.